# Megastygarctides orbicularis
Megastygarctides orbicularis is een soort in de taxonomische indeling van de beerdiertjes (Tardigrada). 
Het diertje behoort tot het geslacht Megastygarctides en behoort tot de familie Stygarctidae. De wetenschappelijke naam van de soort werd voor het eerst geldig gepubliceerd in 1976 door McKirdy, Schmidt & McGinty-Bayly.